# 赫爾米爾巴赫河
49°16′08″N 10°26′45″E / 49.26888°N 10.44588°E
赫爾米爾巴赫河（德語：Höllmühlbach），是德國的河流，位於該國東南部，由巴伐利亞負責管轄，屬於阿爾特米爾河的左支流，河道全長5.1公里，流域面積5.4平方公里，流經安斯巴赫和黑里登。